# Smail Mimoune
Smail Mimoune (إسماعيل ميمون), né le 3 juin 1953 à M'Sila, est un homme politique algérien, membre du parti Mouvement de la société pour la paix (MSP), anciennement le Hamas.
Après des études d'agronome, il a exercé plusieurs métiers dont celui de chef de projet dans le BTP à M'sila, de directeur d'études dans un institut de formation maritime et d'assistant chargé de cours à l'université de M'Sila. le 29 mai 2010, Smail Mimoune est nommé ministre du Tourisme et de l'Artisanat, après 8 ans passées à la tête du ministère de la pêche (2002- 2010).